# Tumbler Ridge UNESCO Global Geopark
Der Tumbler Ridge UNESCO Global Geopark ist ein UNESCO Global Geopark im zentralen Westen der kanadischen Provinz British Columbia und als solcher ein UNESCO-Kultur- und -Naturerbe. Der Park ist der einzige Park dieser Art in der Provinz und einer von insgesamt fünf kanadischen Geoparks. Zentrum des im Wesentlichen im Peace River Regional District gelegenen Parks ist die Gemeinde Tumbler Ridge.
Der Park wurde am 23. September 2014 von der UNESCO anerkannt.

## Lage und Besonderheiten

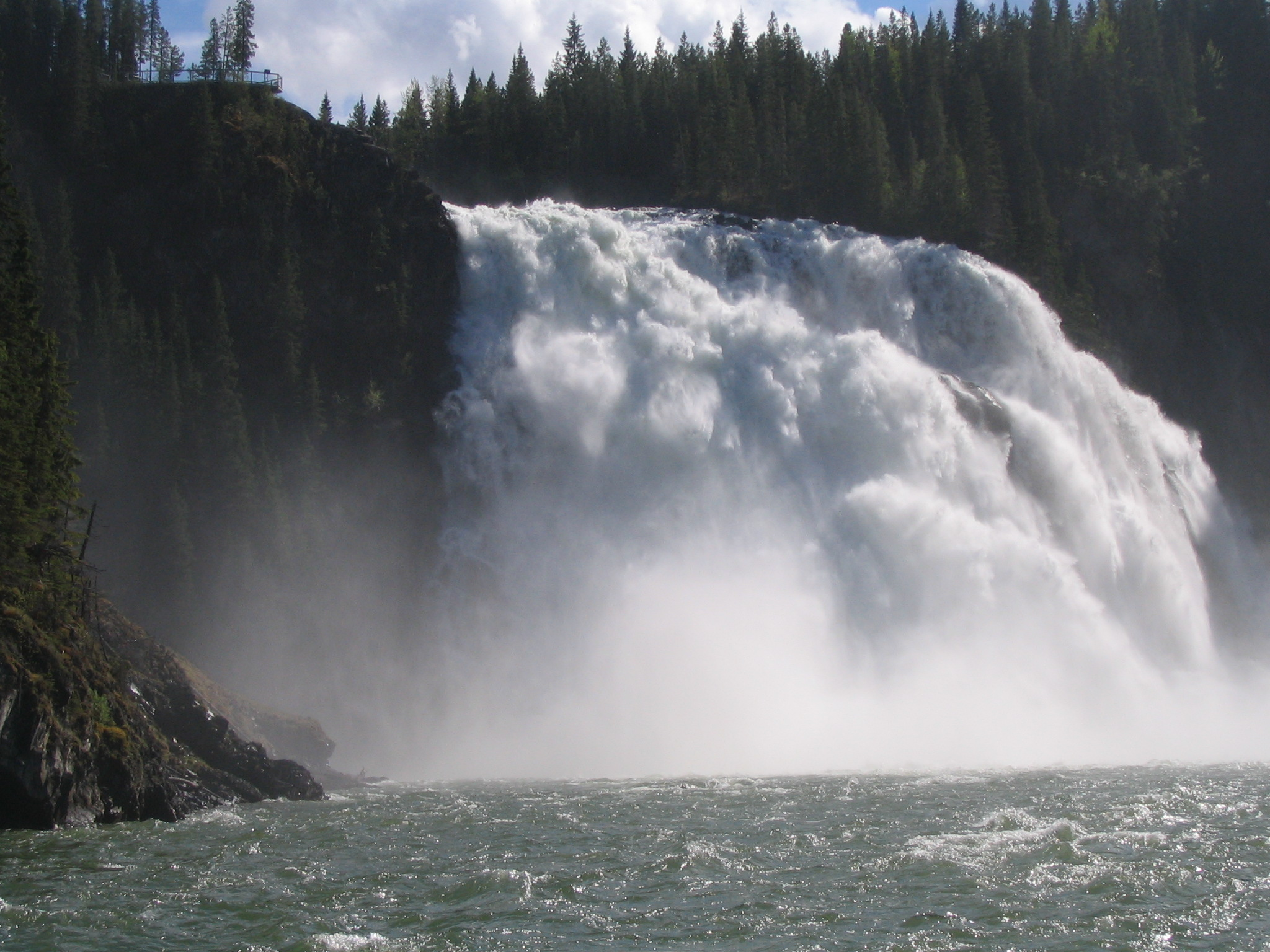
Die Kinuseo Falls im Süden des Parks

Mit einem Gebiet von etwa 7822 km² umfasst der Geopark einen Teil der Hart Ranges der nördlichen kanadischen Rocky Mountains von British Columbia.
Nach Osten wird der Park durch die Grenze zur benachbarten Provinz Alberta begrenzt. Die südliche Parkgrenze verläuft ab einem Punkt südlich der Stelle an dem der Wapiti River von Britisch Columbia nach Alberta wechselt nach Westen zum Wapiti Lake Provincial Park und von dort zum Monkman Provincial Park mit dem Kinuseo Falls. Von den beiden Provinzparks liegen nur jeweils die nördlichen Bereiche im Geopark. Vom Mon schlägt die Parkgrenze einen nordwestlichen Bogen, bis sie nordwestlich des Sukunka Peak den Sukunka River erreicht. Dem Verlauf dieses Flusses folgt die Parkgrenze nun im südwestlichen und westlichen Bereich des Geoparks. Zuerst verläuft sie nach Nordwesten, bis sie südlich des Hole-in-the-Wall Provincial Park, welche vollständig im Geopark liegt, ihre Richtung ändert. Südlich des Provinzparks ändert der Sukunka River seine Richtung und fließt nun Richtung Norden. Bis zum Sukunka Falls Provincial Park verläuft die Parkgrenze nach Norden. Nördlich des Sukunka Falls Provincial Park beginnt die nördliche Grenze des Geoparks und verläuft ab hier Richtung Westen. Von hier verläuft die Parkgrenze Richtung Westen zum südlichen Teil des Gwillim Lake Provincial Park und weiter Richtung Highways 52. Kurz bevor der Highway erreicht wird ändert der Verlauf der Parkgrenze seine Richtung nach Südost zum Bearhole Lake Provincial Park and Protected Area, welcher dann südlich der Parkgrenze liegt. Vom Bearhole Lake Provincial Park folgt der Grenzverlauf des Geoparks in östliche Richtung bis zur Grenze nach Alberta, nördlich der Stelle, an der der Redwillow River von Britisch Columbia nach Alberta wechselt.
Der höchste Punkt im Park sind die Berge an der südlichen Parkgrenze die Höhen von über 2600 m erreichen, während die niedrigste Höhe an der nördlichen Grenze, wo der Salt Creek in den Murray River mündet, erreicht wird und die dort nur bei etwa 630 m liegt. Die Höhe nimmt im Allgemeinen von Südwesten nach Nordosten ab, wobei die Bergketten in der Regel von Nordwesten nach Südosten verlaufen. Wichtigste Flüsse im Park sind der Wapiti River und der Murray River mit ihren Nebenflüssen, besonders dem Redwillow River bzw. dem Wolverine River und Flatbed Creek sowie der.
Tumbler Ridge ist eine weltweit bedeutende paläontologische Stätte mit Dinosaurierspuren und -knochen aus der Kreidezeit sowie Fischen und Reptilien aus der Trias. Die Sedimentationsaufzeichnungen vom Präkambrium bis zur Kreidezeit wurden zu Gebirgsketten deformiert und im Quartär in ein zerklüftetes Gelände gegraben.

## Landmarken und Geopunkte
Landmarken sind besonders bekannte Orte oder weithin sichtbare Punkte im Gelände. Sie dienen auch der Orientierung im Geopark.
Die am häufigsten beachteten Punkte sind:
- Kinuseo Falls
- Dinosaur Discovers Gallery
- Shipyard Titanic
- Monkmann Cascades
- Flatbed Cabin Pool Dinosaur Tracks
- Bergeron Falls
- Windfall Lake
- Stone Corral
- Murray River Canyon
- Mount Spieker

Weitere sind:
- Babcock Falls
- Barbour Falls
- Bergeron Cliffs
- Bootski Lake
- Boulder Gardens
- Flatbed Valley Geosites
- Holzworth Meadows
- Kruger’s Flats
- Long Lake
- Mount Ressor
- Monkmann Lake
- Monkmann Pass
- Nesbitt’s Knee Falls
- Pinnacle Peak
- Quality Canyon
- Quality Falls
- Tepee Falls
- The Bald Spot
- Tunnel Mountain